# Château d'Hommes
Le château de Hommes est situé à proximité du village de Hommes, en Indre-et-Loire.

## Histoire
L'état actuel du château d'Hommes est dû à sa démolition partielle vers 1890, sa propriétaire ayant alors autorisé la démolition des toitures pour utiliser les charpentes à la réparation d'autres bâtiments.
Aux mains des Cail et consorts pendant un siècle
Le 6 décembre 1890 mourait à Trostianetz-Podolski (Pologne) la veuve de Jean-François Cail, née Marguerite Céline Lefranc; le richissime industriel d'origine deux-sèvrienne (lui-même mort le 22/05/1871)  l'avait acheté avec 124 hectares de terres aux descendants de Pierre Tuslane, fermier de la seigneurie avant la Révolution de 1789, qui acquit ce bien saisi par la Nation sur l'émigré Gaspard de Contades pour 26 650 livres le 6/05/1794, et qui en conservèrent l'usufruit jusqu'au 10/10/1872 - pour 180 000 francs le 28/02/1870
Cail l'ajouta à son domaine de la Briche, où il avait créé une "exploitation agricole extraordinaire pour l'époque". (Montoux, op. cit.). Le 5/08/1892, par rachat judiciaire des parts de ses deux neveux et cohéritiers, sa fille Louise Céline, épouse de l'agent de change parisien Charles Hébert, devint seule propriétaire de la Briche (1623 hectares sur les communes de Rillé, Hommes et Avrillé estimés 1 075 000 francs), et ce n'est qu'en 1977 que ses descendants vendirent les vestiges du château d'Hommes ainsi que les terres environnantes à Monsieur Gino Napolitano.
Les vestiges du château ont fait l’objet d’une inscription au titre des monuments historiques depuis le 8 août 1962.

## Architecture
Le domaine comprend à l'ouest le château et à l'est les communs; le château est divisé en deux parties défendues par des douves. 
Une baille sur plan trapézoïdal était sans doute entourée de courtines flanquées de tours. De ces tours, deux subsistent. 
Le logis seigneurial comprend un corps de bâtiment se développant entre deux tours cylindriques, et deux ailes en retour vers le nord. L'étage inférieur est occupé par une galerie voûtée, avec meurtrières. L'étage supérieur servait d'habitation. Des fenêtres sont accostées de pilastres décorés de médaillons ou de personnages debout superposés. 
Une tour cylindrique au nord-ouest et rectangulaire au nord-est devaient renforcer les angles de la courtine. Les communs comprennent une grange, des écuries, des étables, un bâtiment de remises.

## Galerie

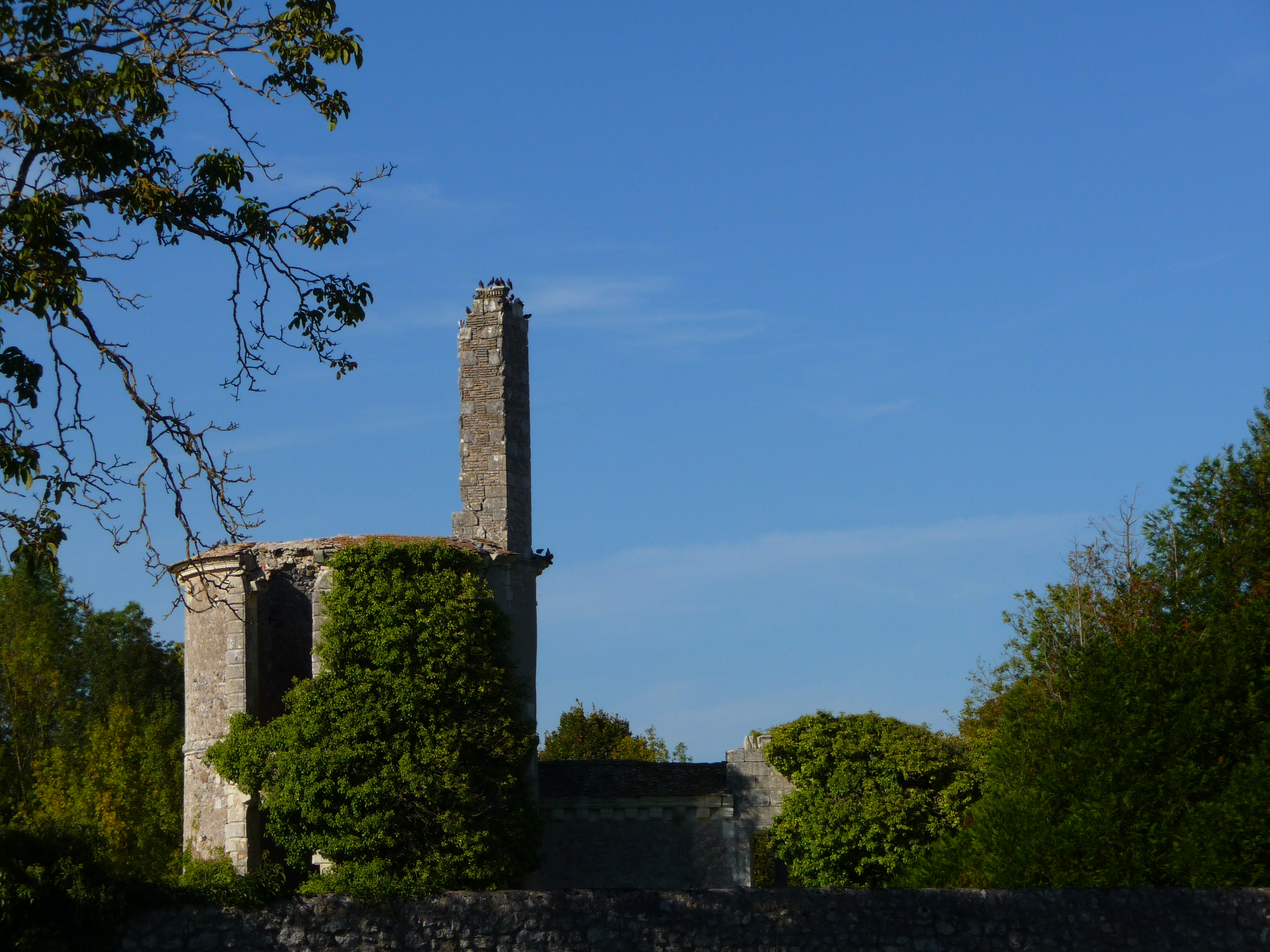